# 何德來
何德來（1904年8月14日—1986年2月1日），臺灣苗栗縣造橋鄉人，臺灣畫家，職業生涯始於日治時期，戰後在日本發展。

## 生平

### 早年
何德來出生於新竹州淡文湖莊（今苗栗縣造橋鄉談文村）。由於因生父無力繳付佃租，他在五歲時被父母送給店號「何錦泉」的何氏紳商家族的地主何宅五作為養子，並改名為何鏡章。由於養父母非常重視教育，他經由友人的幫助，進入了东京的錦華小學校，後來轉學至牛山吹小學就讀。完成小學學業後，他回到臺灣進入台灣公立臺中中學校就讀。在這段期間，他接觸到了油畫，對藝術的發展產生了濃厚的興趣。
1921年，何德來從台中一中畢業後，前往日本考取東京美術學校西洋畫科，然而卻連續落榜。在關東大地震期間，他認識了和木邑謙二郎一家。並在經過數次落榜後，終於在1927年成功考上東京美術學校。並在就讀期間師從和田英作。同時，他結識了其他來自臺灣的留學生如廖繼春、陳澄波、顏水龍、張舜卿、范洪甲等人，並一同成立了「赤陽洋畫會」。並在1929年和當時年輕新銳的藝術家成立「赤島社」，在臺北市開辦首屆展覽，此外，他與木邑謙二郎的女兒秀子墜入愛河，兩人於1931年於乃木神社結婚。
1932年，何德來從神戶搭乘朝日丸返回臺灣，與李澤藩、谷喜一等人共同成立「新竹美術研究會」:21，並參與「新竹水彩畫會」、「一廬會」、「白陽會」等藝術組織。在顧問南條博明、有川武夫協助下經常集會研討繪畫理論，在新竹居住了兩年，期間，他對於新竹地區的現代美術教育作出了重要貢獻。並在北門街自己的畫室舉辦第一屆「新竹美術研究會畫展」。
然而由於胃潰瘍問題，何德來於1934年底再度返回日本進行治療，在離開臺灣之前，他在新竹公會堂舉辦了「何德來離台送別展」。

### 居日
在日本定居後，何德來常因胃腸疾病須往返醫院，也因此結識了日產建築株式會社社長的祕書職位，藉此認識了日本藝術團體「新構造社」創辦人改井德寬。1942年，他首次參加「新構造社」第16回展，並於1947年成為正式會員，同時擔任著重要職務。然而，由於第二次世界大戰的影響，與台灣美術界的交流逐漸中斷。
戰後，何德來夫婦仍然定居於東京都目黑區。其中何德來並未申請日本籍。自1947年起，他持續以「新構造社」會員的身分，投入日本公募展體系，繼續進行繪畫創作。每年都積極參展，發表新作品。但拒絕參加任何藝術商業活動。1956年，何德來回到臺灣在台北中山堂舉辦個展，並參與了由「飛鳥會」主辦的作品發表會，分別在新橋飛鳥畫廊、銀座松崎畫廊和日本橋柳屋畫廊等地展出作品。
1961年，何德來當選為日本美術家聯盟候補委員，並連續八年擔任候補委員，並在此期間在日本藝術界的地位和聲望逐漸提升。然而在1970年，妻子因發燒而住院治療，自此他開始陪伴愛妻在醫院中，並親自照顧他。直到1973年，愛妻因病情惡化而辭世，給他帶來極大打擊。他透過畫作〈背影〉來表達愛妻生前的最後時光。並於1974年出版了類自傳詩集《我的路》（私の道）以紀念愛妻。並藉由畫筆與教學來撫平傷痛，前往郊外各地寫生創作。

### 晚年
1973年，「新竹會」為紀念已故夫人秀子，在涉谷畫廊舉辦了何德來的個人油畫展。何德來成立「佳德會」定期舉辦展覽，並促進會員間的美術研究。
1980年，何德來榮獲第一屆「林維源先生紀念定靜文化藝術賞」獎項，以表彰他在藝術界的貢獻。然而由於身體健康開始出現問題。1983年，他的右眼出現異常，前往眼科醫院治療，在1985年的第五十七屆「新構造社」展覽期間，由於左眼也出現白內障，他再次住院手術治療。然而，右眼的青光眼卻未獲得治療，在隨後的日子裡，他的視力逐漸喪失。
1986年2月1日凌晨，因心臟病，何德來於目黑自宅中驟逝。享壽81歲。
1994年，為紀念90週年誕辰，臺北市立美術館舉辦「何德來九十紀念展」。

## 遺產
- 由於何德來在新構造社的貢獻，新構造社曾特設「何德賞」，成為日本美術團體中唯一以臺灣畫家之名創設的獎項。[27]
- 何德來多數生前作品已由姪兒何騰鯨捐贈予臺北市立美術館及新竹市政府，2018年，臺北駐日經濟文化代表處台灣文化中心辦理何德來回顧展。[28]
- 2019年，新竹市文化局、竹軒、梅苑及琉璃畫廊展出「何德來與日本美術團體－新構造社」展，並展出包含新構造社會員、何德來旅居日本期間交流之藝術家及重要弟子、家屬收藏與文化局典藏作品，共計121件。[29]

- 2023年，臺北市立美術館舉行「吾之道：何德來回顧展」研究型展覽，展示何德來的多件典藏品、家屬保存的檔案文獻等物件。[30][31][32]

## 作畫風格
何德來的作品深受現代藝術的極大影響。他在創作中常採用單色系、和諧、簡樸的色彩，主要運用現代性的語彙、極簡主義及平塗色彩、線條來描繪日常物件等意象、呈現出反映自身內心變化的主題。並均以環境為出發的創作視角而展開，尤其在〈月夜〉系列作品。
就讀東京美術學校期間，他的自畫像和畢業製作展現學院藝術的特色，特別是在嚴謹的人體素描訓練方面。其畢業製作作品〈大震災的回想〉更顯示了他對社會的關注。在1940年代經歷戰亂和舊疾惡化等生活變遷後，何德來的作品更深入地描繪了對社會問題的批評、以及對世界和平的想像，例如〈惡夢〉（1950）、〈戰後〉（1950）、〈今日仍在描繪和平之夢〉（1951年）等作品。1950年代，何德來持續思索生命起源等議題，並表現宇宙哲學和天文星象等元素，同時開始出現家鄉回憶、母親形象等主題。例如〈古琴演奏〉（1949年）、〈白日〉（1956年、現由國立臺灣美術館典藏）、〈黎明〉（1962年），〈吾之生〉（1958年）、〈母與子年〉（1959）以及〈西湖之夢〉（1952年）等作品。
除了圖像的視覺意象，何德來也借重於字型、字義融入他的感懷，其構成原理不僅受到日本書藝的影響，更引詩歌文字入畫，創造文字與圖像融合的藝術形式。最具代表性的是以文字和圖像共同創作的自傳式作品〈五十五首歌〉（1964年）。

## 外部連結
- 何德來 - 非池中藝術網 （页面存档备份，存于）